# Fanfare for the Common Man
Pour les articles homonymes, voir Fanfare for the Common Man (homonymie).
Fanfare for the Common Man est une œuvre de musique classique pour cuivres et percussions composée par Aaron Copland en 1942. Cette fanfare s'inspire du jazz et du folklore américain.

## Historique
À la suite de l'attaque de Pearl Harbor le 7 décembre 1941 Eugène Goossens commande une œuvre de genre patriotique pour l'entrée en guerre des États-Unis. Dans son autobiographie, Copland écrit à propos de la requête : « Eugene Goossens, chef de l'Orchestre symphonique de Cincinnati, m'avait écrit fin août à propos d'une idée qu'il voulait concrétiser pour la saison de concerts 1942-43. Durant la Première Guerre mondiale, il avait demandé aux compositeurs britanniques de composer une fanfare qui devait être jouée au début de chaque concert orchestral. Ce fut un tel succès qu'il pensa reproduire l'expérience lors de la Deuxième Guerre mondiale avec les compositeurs américains ». Un total de 18 fanfares furent écrites à la commande de Goossens ; seule celle de Copland fait encore partie du répertoire.
Goossens avait suggéré des titres comme Fanfare pour les soldats, ou marins ou aviateurs, et il écrivit « mon idée est de faire de ces fanfares une contribution vibrante et significative à l'effort de guerre ». Copland envisagea plusieurs titres comme Fanfare pour une cérémonie solennelle et Fanfare pour les Quatre libertés; cependant, à la surprise de Goossens, Copland intitula la pièce Fanfare for the Common Man (Fanfare pour l'homme ordinaire). Sa première exécution a eu lieu le 12 mars 1943.
Copland utilisa plus tard la fanfare comme thème principal de sa Troisième symphonie (composée entre 1946 et 1958).
Instrumentation : 4 cors, 3 trompettes, 3 trombones, un tuba, 3 timbales, une grosse caisse, et un gong.

## Reprises
Elle a été reprise par le groupe rock progressif britannique Emerson, Lake and Palmer sur leur album Works Volume I, ainsi que par les Rolling Stones qui s'en servaient dans les années 1970 à leur arrivée sur scène. Un disque pirate - bootleg - porte aussi ce titre.
Le groupe américain Styx l'a utilisé sur leur tout premier album éponyme sorti en 1972 : le morceau Movement for a common man utilise un très court extrait de la pièce Fanfare for a common man et ressemble plus ou moins à l'original.
Le groupe britannique Asia, formé, entre autres musiciens, de l'ex-batteur de ELP Carl Palmer, l'a aussi repris en concert et on la retrouve sur leur album live Fantasia: Live in Tokyo (en) sorti en 2007.

## Dans la culture populaire
- Les hacheurs de courant des voitures MR-73 du métro de Montréal, reproduisent les 3 premières notes de Fanfare for the Common Man, et ce, tout à fait par hasard[3].